# Комерційна таємниця
Комерці́йна таємни́ця — інформація, яка є секретною в тому розумінні, що вона в цілому чи в певній формі та сукупності її складових є невідомою та не є легкодоступною для осіб, які звичайно мають справу з видом інформації, до якого вона належить, у зв'язку з цим має комерційну цінність та була предметом адекватних існуючим обставинам заходів щодо збереження її секретності, вжитих особою, яка законно контролює цю інформацію.
Комерційною таємницею можуть бути відомості технічного, організаційного, комерційного, виробничого та іншого характеру, за винятком тих, які відповідно до закону не можуть бути віднесені до комерційної таємниці.
Статтею 420 Цивільного кодексу України визначено, що комерційна таємниця є одним з об'єктів інтелектуальної власності. Відповідно майнові права інтелектуальної власності на комерційну таємницю належать особі, яка правомірно визнала інформацію комерційною таємницею, якщо інше не встановлено договором.
Умисне розголошення комерційної або банківської таємниці без згоди її власника особою, якій ця таємниця відома у зв'язку з професійною або службовою діяльністю, якщо воно вчинене з корисливих чи інших особистих мотивів і завдало істотної шкоди суб'єкту господарської діяльності передбачає кримінальну відповідальність .
Законом переслідується не лише розголошення комерційної таємниці, але й приховування її (або надання недостовірної інформації) у тих випадках, коли надання такої інформації передбачено законом .
Заходи щодо збереження секретності комерційної таємниці зазвичай передбачають затвердження положення про комерційну таємницю, у якому мають бути визначені відомості, що становлять комерційну таємницю, та передбачені заходи щодо збереження їх секретності. З особами, які мають допуск до комерційної таємниці, укладається угода про нерозголошення (т.зв. non-disclosure agreement).
2. Визначення комерційної таємниці.
Склад і обсяг відомостей, що становлять комерційну таємницю, визначаються суб'єктом господарювання відповідно до законодавства. Згідно з Постановою Кабінету Міністрів України від 9 серпня 1993 р. № 611 «Про перелік відомостей, що не становлять комерційної таємниці», не можуть бути віднесені до комерційної таємниці:
- установчі документи, документи, що дозволяють займатися підприємницькою чи господарською діяльністю та її окремими видами;
- інформація за всіма встановленими формами державної звітності;
- дані, необхідні для перевірки обчислення і сплати податків та інших обов'язкових платежів;
- відомості про чисельність і склад працюючих, їхню заробітну плату в цілому та за професіями й посадами, а також наявність вільних робочих місць;
- документи про сплату податків і обов'язкових платежів;
- інформація про забруднення навколишнього природного середовища, недотримання безпечних умов праці, реалізацію продукції, що завдає шкоди здоров'ю, а також інші порушення законодавства України та розміри заподіяних при цьому збитків;
- документи про платоспроможність;
- відомості про участь посадових осіб підприємства в кооперативах, малих підприємствах, спілках, об'єднаннях та інших організаціях, які займаються підприємницькою діяльністю;
- відомості, що відповідно до чинного законодавства підлягають оголошенню.

Підприємства, установи та організації зобов'язані подавати перелічені відомості органам державної виконавчої влади, контролюючим і правоохоронним органам, іншим юридичним особам відповідно до чинного законодавства, за їх вимогою.
Отже, відомості, які можуть бути віднесені до комерційної таємниці, наприклад підприємства, повинні мати такі ознаки:
- не містити державної таємниці;
- не наносити шкоди інтересам суспільства;
- відноситись до виробничої діяльності підприємства;
- мати дієву або потенційну комерційну цінність та створювати переваги в конкурентній боротьбі;
- мати обмеження в доступі тощо.

З цього переліку не потрібно робити висновок про те, що до комерційної таємниці варто відносити значну кількість відомостей. Надмірне «утаємничування» може викликати втрату клієнтів, а отже прибутку, оскільки умови ринку потребують постійних клієнтів, широкої інформації про діяльність фірми (організації).
Досягнення успіху в підприємницькій діяльності дуже часто пов'язане з використанням комерційної таємниці і неможливістю її використання конкурентами. Виділяють такі причини, які становлять основу неправомірного використання комерційної таємниці конкурентами:
- для поліпшення виробничої та комерційної діяльності організації (конкурента), що протиправно заволоділа комерційною таємницею, підвищення конкурентоспроможності продукції та ефективності виробництва, вибору оптимальної стратегії реалізації продукції та торгових переговорів;
- для завдання шкоди власнику комерційної таємниці, протидії реалізації продукції, руйнування виробничих та торговельних зв'язків; зриву торговельних переговорів та угод; зниження інвестиційних можливостей, підготовки та розповсюдження неправдивих відомостей про власника комерційної таємниці тощо.

Загальні умови захисту прав інтелектуальної власності, зокрема комерційної таємниці, визначаються Цивільним кодексом України. Реалізація майнових прав інтелектуальної власності на комерційну таємницю забезпечується:
- правом на використання комерційної таємниці;
- виключним правом дозволяти використання комерційної таємниці;
- виключним правом перешкоджати неправомірному використанню комерційної таємниці, в тому числі забороняти таке використання.

3. Правовий захист комерційної таємниці в Україні
З правової точки зору комерційна таємниця є засобом захисту від недобросовісної конкуренції в рамках реалізації права на інтелектуальну власність. Це загальновизнане у світі положення випливає також із змісту пункту VIII статті 2 Конвенції 1967 року, що утверджувала Всесвітню організацію інтелектуальної власності.
Законодавством України передбачена кримінальна, адміністративна, цивільно-правова та інша відповідальність не лише за розголошення, а й за незаконне збирання з метою використання чи використання відомостей, що становлять комерційну таємницю.
Наприклад, в частині 3 статті 30 Закону «Про підприємства в Україні» сказано: «Відповідальність за розголошення відомостей, що становлять комерційну таємницю підприємства, встановлюється законодавчими актами України».
У статті 47 розділу IV Закону України «Про інформацію» говориться:
"Порушення законодавства України про інформацію тягне дисциплінарну, громадсько-правову, адміністративну чи кримінальну відповідальність згідно з законодавством України.
Відповідальність за порушення законодавства про інформацію несуть особи, що винні у скоєнні таких порушень:
- необґрунтована відмова від надання відповідної інформації;
- надання інформації, що не відповідає дійсності;
- умисне приховування інформації;
- розголошення державної або іншої таємниці, що охороняється законом, особою, яка повинна зберігати цю таємницю;
- порушення порядку збереження інформації.

28 січня 1994 року був прийнятий Закон України за № 3888-ХП «Про внесення змін і доповнень до Кримінально-процесуального кодексу України про адміністративні порушення».
Згідно з цим законом в Кримінальний кодекс України додатково внесені такі статті:
Стаття 231 "Незаконне збирання з метою використання або використання відомостей, що є комерційною таємницею "
Незаконне збирання з метою використання або використання відомостей, що є комерційною таємницею (підприємницьке шпигунство), якщо це завдало великої матеріальної шкоди суб'єкту підприємницької діяльності, карається позбавленням волі на строк до трьох років або штрафом від трьохсот до п'ятисот мінімальних розмірів заробітної плати.
Стаття 232 «Розголошення комерційної таємниці»
Умисне розголошення комерційної таємниці без згоди її власника особою, якій ця таємниця відома у зв'язку з професійною або службовою діяльністю, якщо воно здійснене з корисливих або інших особистих мотивів і завдало великої матеріальної шкоди суб'єкту підприємницької діяльності, карається позбавленням волі на строк до двох років або виправними роботами на строк до двох років, або позбавленням права посідати певні посади, або займатися певною діяльністю на строк до трьох років, або штрафом до п'ятдесяти мінімальних розмірів заробітної плати.
Крім цього, цим же Законом доповнений Кодекс України про адміністративні правопорушення статтею 1643 «Недобросовісна конкуренція», у частині 3 якої говориться:
«Одержання, використання, розголошення комерційної таємниці, а також конфіденційної інформації з метою завдання шкоди діловій репутації або майну іншого підприємця несе накладання штрафу від десяти до двадцяти мінімальних розмірів заробітної плати».
Не залишено поза увагою можливе виявлення підприємницького шпигунства в галузі проникнення в комп'ютерні системи. 20 жовтня 1994 року був прийнятий Закон України «Про внесення змін і доповнень до Кримінального кодексу України і Кримінально-процесуального кодексу України» за № 218/94-ВС, в якому йдеться про це:
У зв'язку з прийняттям Закон України «Про захист інформації в автоматизованих системах» Верховна Рада України постановляє:
1. Доповнити Кримінальний Кодекс України статтею 198і такого змісту:
Стаття 198і «Порушення роботи автоматизованих систем»
Умисне вторгнення у роботу автоматизованих систем, що спричинило створення або знищення інформації або носіїв інформації, або розповсюдження програмних і технічних засобів, призначених для незаконного проникнення в автоматизовані системи і спроможні призвести до спотворення або знищення інформації або ж носіїв інформації, карається позбавленням волі на строк до двох років або виправними роботами на той же строк, або штрафом в розмірі від ста до двохсот мінімальних розмірів заробітної плати.
Ті ж самі дії, якщо ними завдано шкоди в великих розмірах, або здійснені повторно, або за попередньою змовою групою осіб, караються позбавленням волі на строк від двох до п'яти років.
Стосовно штрафів необхідно зауважити, що 8 лютого 1999 року Верховна Рада України прийняла Закон, яким внесені зміни в законодавчі акти України, що стосуються застосування кримінальних покарань у вигляді штрафу.
Тепер залежно від ступеня громадської небезпеки здійсненого злочину з врахуванням майнового стану винуватця штраф може становити до 400 мінімальних зарплат, за корисливі злочини — до 1000 мінімальних зарплат.
Таким чином, законодавство України гарантує правовий захист комерційної таємниці.
Розглядаючи питання про відповідальність за порушення умов збереження комерційної таємниці слід зазначити, що, як правило, як міру покарання призначають позбавлення волі або штраф, а також звільнення і зобов´язання відшкодувати збитки.
При цьому розміри покарання в різних країнах неоднакові і часом істотно відрізняються. Наприклад, в Австралії за розголошення комерційної таємниці працівниками підприємства Закон про недобросовісну конкуренцію передбачає позбавлення волі до 3-х місяців чи штраф у розмірі до 180 денних ставок. У той же час, згідно з Цивільним кодексом Франції винні у цьому правопорушенні можуть бути засуджені до позбавлення волі від 3-х місяців до 2-х років, а також до грошового штрафу до 8 тисяч франків.
А за кваліфікований склад злочину, тобто передавання комерційної таємниці іноземцю, може бути позбавлення волі від 2-х до 10 років.
Законом України «Про бухгалтерський облік та фінансову звітність в Україні» від 16.07.1999 p. № 996-XIV (ст. 14 п. 2) передбачено, що фінансова звітність підприємств не становить комерційної таємниці, не є конфіденційною інформацією та не належить до інформації з обмеженим доступом, крім випадків, передбачених законом, а у п. З цієї ж статті сказано, що підприємства, що становлять суспільний інтерес (крім великих підприємств, які не є емітентами цінних паперів), публічні акціонерні товариства, суб’єкти природних монополій на загальнодержавному ринку та суб’єкти господарювання, які здійснюють діяльність у видобувних галузях, зобов’язані не пізніше ніж до 30 квітня року, що настає за звітним періодом, оприлюднювати річну фінансову звітність та річну консолідовану фінансову звітність разом з аудиторським висновком на своїй веб-сторінці (у повному обсязі) та в інший спосіб у випадках, визначених законодавством.